# Kajīrān
Kajīrān (persiska: کجیران) är en ort i Iran.   Den ligger i provinsen Alborz, i den norra delen av landet, 100 km nordväst om huvudstaden Teheran. Kajīrān ligger 1 863 meter över havet och antalet invånare är 122.
Terrängen runt Kajīrān är kuperad åt sydväst, men åt nordost är den bergig.Runt Kajīrān är det ganska tätbefolkat, med 93 invånare per kvadratkilometer. Närmaste större samhälle är Shekarnāb, 10,7 km väster om Kajīrān. Trakten runt Kajīrān består i huvudsak av gräsmarker.